# Museu Nacional Brukenthal

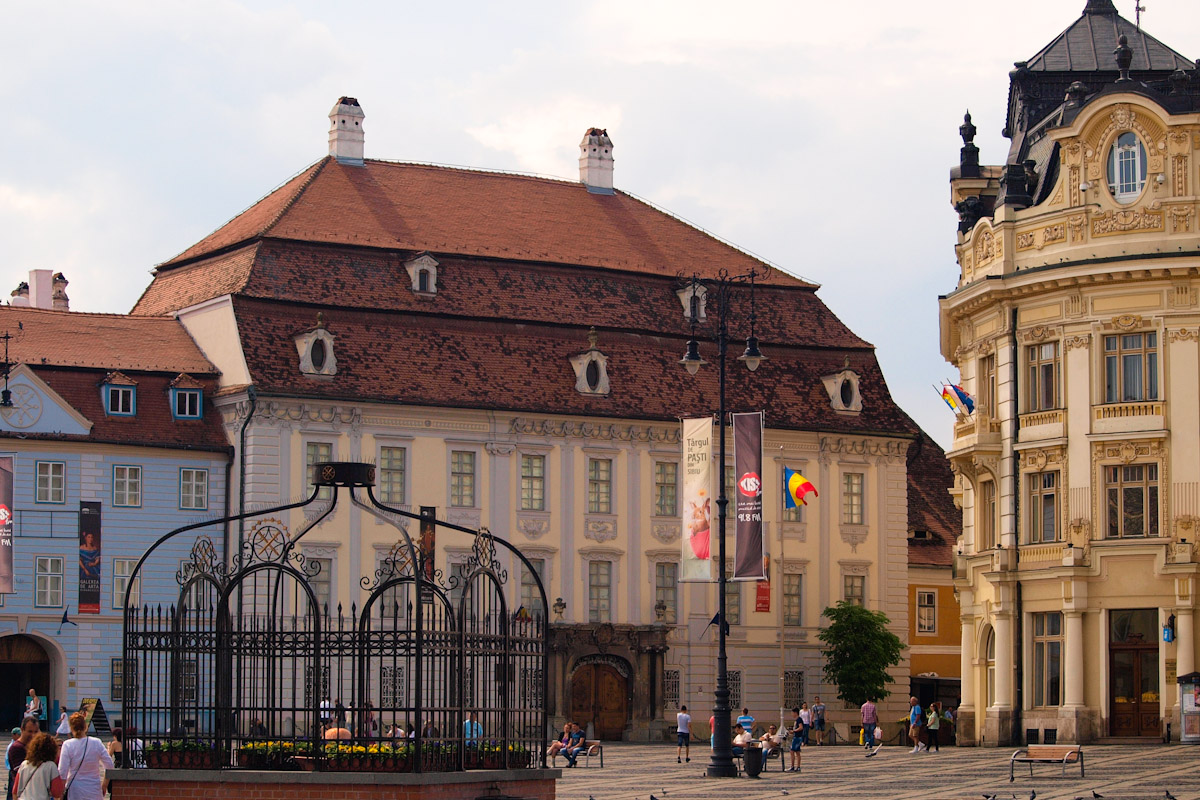
El Museu Nacional Brukenthal

El Museu Nacional Brukenthal (en romanès: Muzeul Național Brukenthal; en alemany: Brukenthalmuseum) és un museu de Sibiu, Transsilvània, Romania, establert a finals del segle xviii per Samuel von Brukenthal (1721-1803) al seu palau de la ciutat. El baró Brukenthal, governador del Gran Principat de Transsilvània, va dipositar-hi les seves primeres col·leccions cap al 1790. Les col·leccions es van obrir oficialment al públic el 1817, cosa que va convertir el museu en la institució més antiga d'aquest tipus del territori de la Romania actual.
Avui en dia, en la seva forma ampliada, és un complex que comprèn sis museus que, sense ser entitats administratives separades, estan situats a diferents llocs de la ciutat i tenen els seus propis programes culturals.

## Les galeries d'art
Les galeries d'art es troben a l'interior del palau Brukenthal i inclouen unes 1.200 obres pertanyents a les principals escoles europees de pintura, del segle xv al XVIII: escoles flamenca-holandesa, alemanya i austríaca, italiana, espanyola i francesa. Les galeries també inclouen col·leccions de gravats, llibres, numismàtica i minerals.

## La Biblioteca Brukenthal
La biblioteca Brukenthal també es troba dins del palau Brukenthal. Comprèn aproximadament 300.000 unitats bibliotecàries (manuscrits, incunables, llibres estrangers rars, llibres antics en llengua romanesa, llibres contemporanis i revistes especialitzades), inclòs el molt il·luminat Breviari Brukenthal del segle xvi, un llibre d'hores.

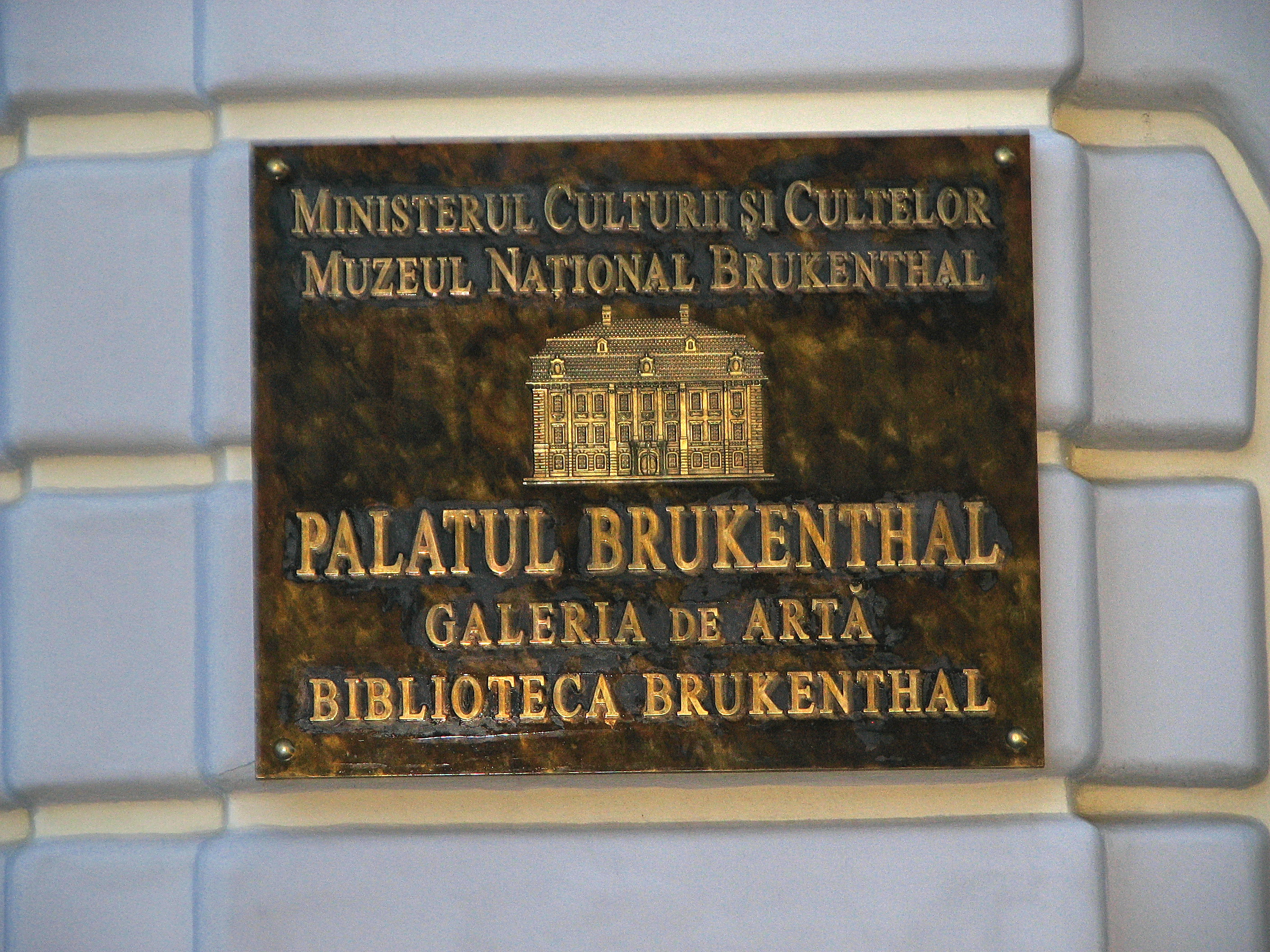
Placa d'entrada.

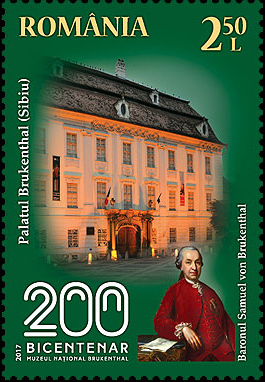
Un segell del 2017 dedicat al 200è aniversari del museu

## El Museu d'Història
El Museu d'Història forma part d'un edifici considerat el conjunt més important d'arquitectura gòtica no religiosa de Transsilvània. El museu inicialment va centrar les seves activitats a representar les característiques històriques d'Hermannstadt (Nagyszeben, actual Sibiu) i els seus voltants, però amb el temps ha anat reflectint tota la zona del sud de Transsilvània.

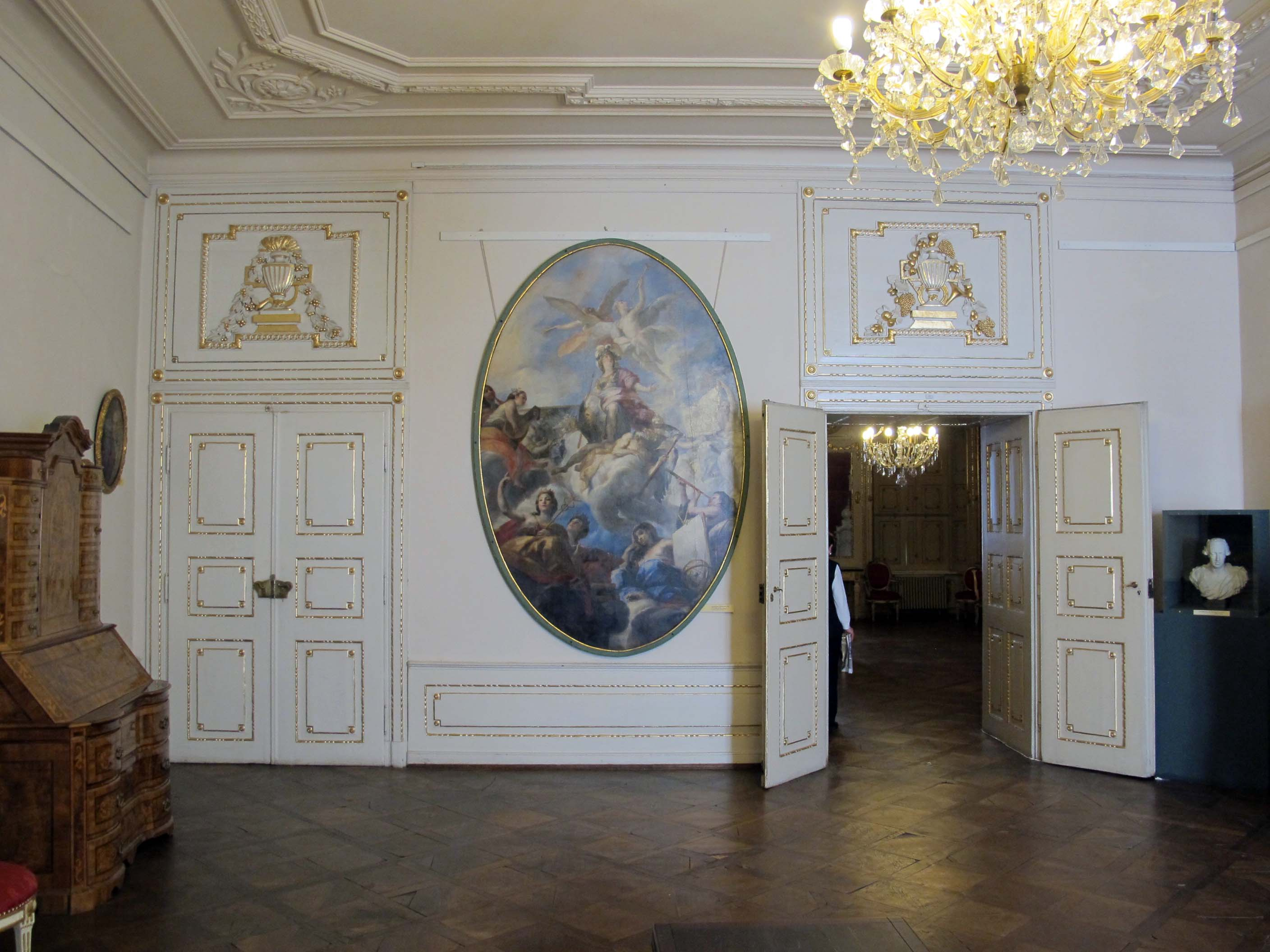

## El Museu de Farmacologia
El Museu de Farmacologia es troba en un edifici històric del 1569, on es trobava una de les farmàcies més antigues de l'actual Romania. És el soterrani d'aquesta casa on Samuel Hahnemann va inventar l'homeopatia i va desenvolupar la seva versió del tractament. Es mostren alguns dels seus vials i plans. El mobiliari és d'estil vienès. L'exposició s'organitza sobre l'estructura d'una farmàcia clàssica que inclou dos laboratoris, un sector homeopàtic i un altre de documentació. Conté més de 6.000 instruments mèdics antics i eines de dispensació de l'època en què Sibiu va albergar més químics que a qualsevol altre lloc de Transsilvània. A la part frontal, una botiga reconstruïda està decorada amb taulells de fusta i piles de pots de vidre creant l'atmosfera d'un apotecari del segle xviii. També es presenta una valuosa col·lecció de pots farmacèutics de fusta, marcats amb pintura.

## El Museu d'Història Natural
El Museu d'Història Natural va començar a prendre forma el 1849, a través de la fundació de la Societat Transsilvana de Ciències Naturals (en alemany: Siebenbürgischer Verein für Naturwissenschaften), que tenia com a membres importants figures locals i estrangeres de la ciència i la cultura. Les col·leccions del museu inclouen més d'un milió d'exposicions (incloent-hi mineralogia: petrografia, paleontologia, botànica, entomologia, malacologia, zoologia dels vertebrats, amfibis, rèptils, i també ictiologia, ornitologia i zoologia dels mamífers).

## El Museu d'Armes i Trofeus de Caça
El Museu d'Armes i Trofeus de Caça reflecteix l'evolució en el temps de les armes i les eines de caça. També és important la col·lecció de trofeus pertanyents a les col·leccions Witting i A. Spiess, l'última que comprèn 1.058 articles adquirits el 1963. Inaugurada al públic el 1966 a Spiess House, l'exposició conté més de 1.600 exemplars. També s'exposen alguns procediments tradicionals de caça, inclosos els gravats contemporanis. Aquí també es presenten aspectes de la vida animal i moments adequats per caçar-los.